# Bosompo
Bosompo – w mitologii ludów Akan (Ghana) bóstwo mórz, czczone co wtorek. W tym dniu wyznawcy Bosompo nie wypływają w morze, aby łowić ryby.